# Время в Боливии

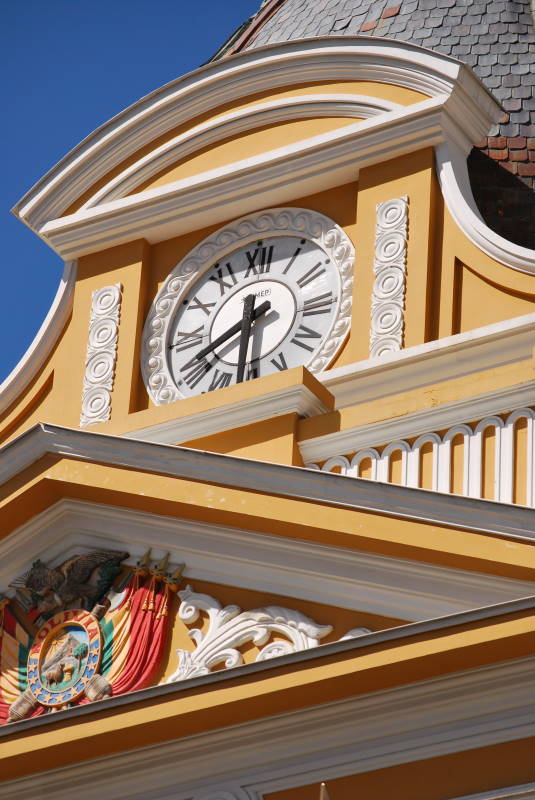
Часы на здании парламента Боливии

Время в Боливии меньше среднего времени по Гринвичу на четыре часа, то есть там установлено поясное время UTC-4. Большая часть территории Боливии находится в границах это часового пояса, кроме частей западных департаментов Пандо, Ла-Пас и Оруро, которые располагаются на территории часового пояса UTC-5, но также используют время пояса UTC-4. Летнее время в Боливии не используется.
По международным нормам разграничения часовых поясов, их границы проходят по меридианам, отстоящих на 7,5° от центрального и (или) по административным границам, проходящим вблизи этих меридианов, и время в Боливии соответствует этим нормам.
Поясное время в Боливии действует с 20 марта 1932 года. До этого действовало также единое время, но это было время меридиана Ла-Паса — столицы страны в то время — UTC-4:32:36. 15 октября 1931 было введено летнее время (один час). Вместе с его окончанием 20 марта следующего года состоялся переход к поясному времени.